# كريستيان راكوفسكي
كان كريستيان جورجيفيتش راكوفسكي (13 أغسطس 1873–11 سبتمبر 1941) ثوريًا اشتراكيًا وسياسيًا بلشفيًا ودبلوماسيًا سوفيتيًا ورجل دولة بلغاري المولد، وكان قد برز أيضًا كصحفي وطبيب وككاتب مقالة. أخذته مسيرته السياسية إلى دول البلقان وفرنسا وروسيا الإمبراطورية، وكان لجزء من حياته مواطنًا رومانيًا أيضًا.
بصفته متعاونًا مدى الحياة مع ليون تروتسكي، كان راكوفسكي ناشطًا بارزًا في الأممية الثانية، وانخرط في السياسة مع حزب العمال الاشتراكي الديمقراطي البلغاري والحزب الاشتراكي الديمقراطي الروماني وحزب العمال الاشتراكي الديمقراطي الروسي. طٌرد راكوفسكي مرات عديدة من بلدان مختلفة بسبب أنشطته، وأصبح خلال الحرب العالمية الأولى عضوًا مؤسسًا لاتحاد العمال الديمقراطي الاشتراكي البلقاني الثوري في حين ساعد في تنظيم مؤتمر زيمروالد. وبعد سجنه من قبل السطات الرومانية، توجه نحو روسيا حيث انضم إلى الحزب البلشفي بعد ثورة أكتوبر، وبصفته رئيسًا للرومتشيرود حاول دون نجاح إطلاق شرارة ثورة شيوعية في مملكة رومانيا. لاحقًا، كان راكوفسكي من الأعضاء المؤسسين للكومنترن وشغل منصب رئيس الحكومة في جمهورية أوكرانيا الاشتراكية السوفيتية، وشارك في مفاوضات مؤتمر جنوا.
عارض راكوفسكي جوزيف ستالين وانضم إلى المعارضة اليسارية مع تهميشه ضمن الحكومة وإرساله كسفير سوفيتي إلى لندن وباريس حيث اشترك في المفاوضة على تسويات مالية. في نهاية المطاف استُدعي من فرنسا في خريف عام 1927 بعد تسجيله لاسمه ضمن برنامج العمل التروتسكي المثير للجدل الذي كان يدعو إلى ثورة عالمية. بعد اعتباره من بين المشاركين في تطوير النقد التروتسكي للستالينية بصفتها «مركزية بيروقراطية»، خضع راكوفسكي لمنفى داخلي. وبعد أن رضخ للقيادة الستالينية في عام 1934 وإعادته إلى منصبه لمدة وجيزة، وجهت إليه تهم خلال محاكمة ال21 (جزء من محاكمات موسكو) وسجن وأعدم من قبل المفوضية الشعبية للشؤون الداخلية خلال الحرب العالمية الثانية. أعيد تسليط الضوء عليه في عام 1988 خلال فترة الغلاسنوست السوفيتية.

## الأسماء
كان الاسم البلغاري الأصلي لراكوفسكي كرايستو جورجييف ستانتشيف الذي غيره بنفسه إلى كرايستو راكوفسكي لكونه من سلالة البطل القومي البلغاري جورجي راكوفسكي. كان كريستيان الصيغة المألوفة لاسمه الأول باللغة الرومانية (يلفظ في بعض الأحيان كريستيان Christian) في حين كانت كنيته تلفظ racovski أو racovschi أو rakovski. في بعض الأحيان كان اسمه الأول يلفظ ريستاش ristache، وهو اسم تحببي قديم، وكان يعرف بهذا الاسم بالنسبة لصديقه الكاتب أيون لوكا كاراجياله.
في اللغة الروسية، كان اسمه الكامل، بما في ذلك التسمية على اسم الأب، خريستيان جورجيفيتش راكوفسكي. كريستيان Christian (وأيضًا Cristian وKristian) لفظ تقريبي للفظ كريستو (المفردة البلغارية التي تعني «الصليب») التي استخدمها راكوفسكي نفسه. في اللغة الأوكرانية، يُكتب اسم راكوفسكي Християн Георгійович Раковський وعادة ما يلفظ خريستيان هيورهيوفيتش راكوفسكي.
كان راكوفسكي خلال حياته يُعرف أيضًا باسمين مستعارين إتش إنساروف وغريغورييف اللذين استخدمهما في توقيع العديد من المقالات للصحافة التي كانت تصدر باللغة الروسية.

## السيرة الشخصية

### بدايات ثورية
ولد كريستيان راكوفسكي لعائلة بلغارية ثرية في غراديتس، بالقرب من كوتل، التي كانت في تلك الآونة ما تزال جزءًا من روميليا الخاضعة للحكم العثماني. كان راكوفسكي ابن أخ جورجي سافا راكوفسكي، أحد الأبطال النهضة القومية البلغارية الثوريين، كانت عائلته من جهة أمه تضم أيضًا جورجي مامارتشيف الذي كان قد حارب ضد العثمانيين في صفوف الجيش الروسي الإمبراطوري. وكان والد راكوفسكي تاجرًا ينتمي إلى الحزب الديمقراطي.
في وقت لاحق ذكر أنه كان في طفولته يشعر بإعجاب خاص حيال روسيا وأن شهوده، في عمر ال5 سنوات، للحرب الروسية التركية والوجود الروسي قد ترك فيها انطباعًا قويًا (يزعم راكوفسكي أنه التقى بالجنرال إدوارد توتليبين خلال الصراع). على الرغم من انتقال والديه إلى مملكة رومانيا في عام 1880 واستقرارهم في بيتشينياغا (دبروجة الشمالية)، أتم راكوفسكي تعليمه في بلغاريا المحررة حديثًا. طُرد راكوفسكي من المدرسة الداخلية في غابروفو بسبب نشاطه السياسي (في عام 1887 ومجددًا بعد تنظميه أعمال شعب في عام 1890). كان راكوفسكي قد أصبح ماركسيًا في تلك الفترة وبدأ بالتعاون مع الصحفي الاشتراكي إفتيم دابيف وساعده عبر طباعة أعمال لكارل ماركس وفريدريك إنغلز (في تلك الفترة، نشر راكوفسكي وسافا بالابانوف صحيفتهم الجديدة، صحيفة زيركالو السرية).
منذ ذلك الحين، وبعد أن حُرم في نهاية الأمر من الالتحاق بأي مدرسة عامة في البلاد، لم يتمكن من إتمام تعليمه في بلغاريا، وفي شهر سبتمبر من عام 1890 ذهب راكوفسكي إلى جنيف ليبدأ دراسته ويصبح طبيبًا. في حين كان متواجدًا في سويسرا، انضم إلى حلقة الطلاب الاشتراكيين في جامعة جنيف، التي كانت بمعظمها تتألف من شبان غير سويسريين.
ونظرًا إلى كونه متعدد اللغات، أصبح راكوفسكي مقربًا من جورجي بليخانوف، مؤسس الماركسية الروسية، وحلقته وليكتب في النهاية عددًا من المقالات وكتابًا باللغة الروسية. عمل لمدة وجيزة مع روزا لوكسمبورغ وبافل أكسلرود وفيرا زاسوليتش. ومع عدم تمكنه من حضور المؤتمر الأممي الأول للطلبة الاشتراكيين في بروكسل (في عام 1892)، اشترك في تنظيم المؤتمر الثاني الذي عُقد في جنيف خلال خريف عام 1893.
وكان من بين المحررين المؤسسين لمجلة سوتسيال ديموكرات الصادرة باللغة البلغارية والتي كان مقرها يقع في جنيف، وساهم أيضًا في وقت لاحق في المنشورات البلغارية الماركسية دين ورابوتنيك ودروغار. في تلك الآونة، شدد راكوفسكي وبالابانوف، بتشجيع من بليخانوف، على أهمية الاعتدال في السياسات الاشتراكية، وساندت مجلة سوتسيال ديموكرات الاتحاد الديمقراطي الاشتراكي البلغاري ورفضت الحزب الاشتراكي الديمقراطي البلغاري الأكثر راديكالية. وسرعان ما اشترك في نشر البروباغاندا الاشتراكية داخل بلغاريا في الوقت الذي نظم فيه ستيفان ستامبولوف قمعًا للمعارضة السياسية.
في وقت لاحق من العام 1893، التحق راكوفسكي بطلبة الطب في برلين وكتب مقالات لصحيفة فوروارتس وبات مقربًا من فيلهلم ليبنخت (تبادل الاثنان المراسلات بشكل دوري حتى بقية حياة ليبنخت). وبصفته مندوبًا بلغاريًا إلى مؤتمر الأممية الثانية في زيوريخ، التقى راكوفسكي أيضًا بإنغلز وجول غيسد.
بعد مرور ستة أشهر، اعتُقل وطرد من الإمبراطورية الألمانية بسبب احتفاظه بصلات وثيقة مع الثوريين الروس هناك. وأنهى تعليمه بين عامي 1894-1896 في زيوريخ ونانسي ومونبلييه حيث كتب لمجلتي الاشتراكيون الشبان والجمهورية الصغيرة وحافظ على صداقة بغيسد وأصبح خصمًا لآراء جان جوريس الإصلاحية. بحسب شهادته، أصبح ناشطًا في دعم الحرب العثمانية اليونانية في كريت ومقدونيا، وأيضًا في دعم الأنشطة الثورية لحزب الطاشناق. في عام 1896، كان راكوفسكي الممثل البلغاري لمؤتمر الأممية الثانية في لندن (نُشر جزء من خطابه في كتاب كارل كاوتسكي العصر الجديد).

### الخدمة العسكرية وأول بقاء في روسيا
على الرغم من مشاركته النشطة في حركات اشتراكية في العديد من البلدان الأوروبية، بقي تركيز راكوفسكي منصبًا قبل العام 1917 على البلقان وبشكل خاص على بلده الأم ورومانيا، أفضت نشاطاته الداعمة للحركة الاشتراكية الأممية إلى طرده، في أوقات مختلفة، من ألمانيا وبلغاريا ورومانيا وفرنسا وروسيا.
في عام 1897، نشر راكوفسكي كتاب روسيا نا إستوك (روسيا في الشرق)، وهو كتاب وجه انتقادات لاذعة للسياسة الخارجية للإمبراطورية الروسية التي، بحسب راكوفسكي، اتبعت إحدى إرشادات جورجي بليخانوف («يجب أن تُعزل روسيا القيصرية في علاقاتها الخارجية». في مناسبات عديدة، انتقد علنًا سياسات روسيا حيال رومانيا وفي بيسارابيا (واصفًا حكم روسيا في الأخيرة بأنه احتلال «استبدادي» و«عمل خبيث» وبأنه «اختطاف»). وبحسب راكوفسكي، بدأت «الأوراق الروسوفيلية» في بلغاريا تستهدفه نتيجة لذلك.
بعد إتمامه تعليمه كطبيب في جامعة مونبلييه (مع أطروحة «أسباب الجريمة والتدهور» التي قدمها في عام 1897)، دُعي راكوفسكي، الذي كان قد تزوج الطالبة الروسية إي بي ريابوفا، إلى رومانيا لتجنيده في الجيش الروماني، وخدم كعنصر طبي ضمن كتيبة القوات المدرعة التاسعة التي تمركزت في كونستانتسا، دوبروجا (1899-1900). ورقي إلى رتبة ملازم أول.
انضم راكوفسكي من جديد إلى زوجته في سانت بطرسبرغ حيث كان يأمل بالاستقرار في تلك المدينة والمشاركة في الأنشطة الثورية (ربما طُرد بعد محاولة أولية لدخول البلاد، إلا أنه سُمح له بالعودة). لكونه خصمًا لبيتر بيرنغاردوفيتش ستروف بعد تحول الأخير نحو ليبرالية السوق، بات راكوفسكي على صلات مع نيكولاي ميخايلوفسكي وميخائيل توغان بارانوفسكي، في حين كان يكتب مقالات لصحيفة ناشي سلوفو وكان يساعد في توزيع صحيفة إيسكرا. قادت علاقة راكوفسكي الوثيقة ببليخانوف إلى موقع بين فصيلي البلاشفة والمناشفة ضمن حزب العمال الاشتراكي الديمقراطي الروسي، وبقي في ذلك الموقع منذ عام 1903 حتى عام 1917، وأظهر الزعيم البلشفي فلاديمير لينين عداءًا حيال راكوفسكي، وفي مرحلة كتب إلى كارل راديك قائلًا «إننا [البلاشفة] لا نتشارك الطريق نفسه مع ذاك النوع من رجاله».